# DAMA/LIBRA
Експеримент DAMA/LIBRA це детектор частинок, розроблений для виявлення темної матерії, використовуючи прямі вимірювальні підходи, використовуючи сцинтиляційний детектор для пошуку Слабо Взаємодіючих Масивів Частинок (WIMPs) в галактичному гало. Мета експерименту є знайти річну зміну числа зареєстрованих подій, спричинених зміною швидкості відповідного детектора до темної матерії гало, як рух Землі відносно Сонця. Експеримент проводиться в національні лабораторії Gran Sasso в Італії.

## Детектор
Детектор є зроблений з 25 вищими радіочастотними сцинтилюючими легованими талієм йодиду натрію(NaI(Tl)) кристалами розміщеними в матриці 5 на 5. Кожен з кристалів є з'єднаним у два низькі фони ФЕУ. Детектори є розміщеними всередині, запечатані мідним вікном почервоніє з високою концентрацією азоту; щоб зменшити фон середовища, мідне вікно оточено низьуим багатотонним фоновим щитом. Додатково, 1 м бетону, зробленого для Gran Sasso кам'яних матеріалів, майже повне оточення цим пасивним щитом. Встановлення має 3 рівневу систему ущільнення, яка запобігає попаданню повітря з навколишнього середовища в детектор. Вся установка є кондиціонуванням повітря і кількома операційними параметрами, які постійно контролюються і реєструються. 
DAMA/LIBRA був покращений в 2008 і в 2010. Зокрема, покращення в 2010 сприяє збільшенню чутливості налаштування, пониженню енергетичного порогу, і деяким інших видам винаходів.

## Управління
Дані DAMA/LIBRA, які були отримані до сих пір, відповідють 7-м річним циклам. Беручи до уваги ці дані, разом з DAMA/NaI, загальні дані(1.17 тон x рік) були отримані з понад 13 річних циклів. Цей експеримент швидше погодження з теперішньою моделлю незалежності свідчень з високим статистичним значенням на основі слідів темної матерії. Як раніше зроблено для DAMA/NaI, ретельні дослідження на відсутність яких-небудь значущих систематичних або побічних реакції в DAMA / LIBRA були кількісно здійсненими. 

 Результати можуть бути порівняні з CoGent сигналом
 і іншими межами експерименту, щоб оцінити інтерпретацію як WIMPs, neutralino, нейтраліно, [11] і інші моделі. Отримана модель не залежить від свідчень і є сумісною з широким набором сценаріїв про природу кандидата темної матерії і пов'язує астрофізику і фізику елементарних частинок.

Фінальним етапом є 1 результат який був опублікований в 2013, підтверджуючи річну модуляцію.
Механізм пояснення результатів цього експерименту мюонів і нейтрино був недавно висуненим. Інші стверджують, що мюонів не достатньо, щоб призвести до модуляцію.